# Plotter

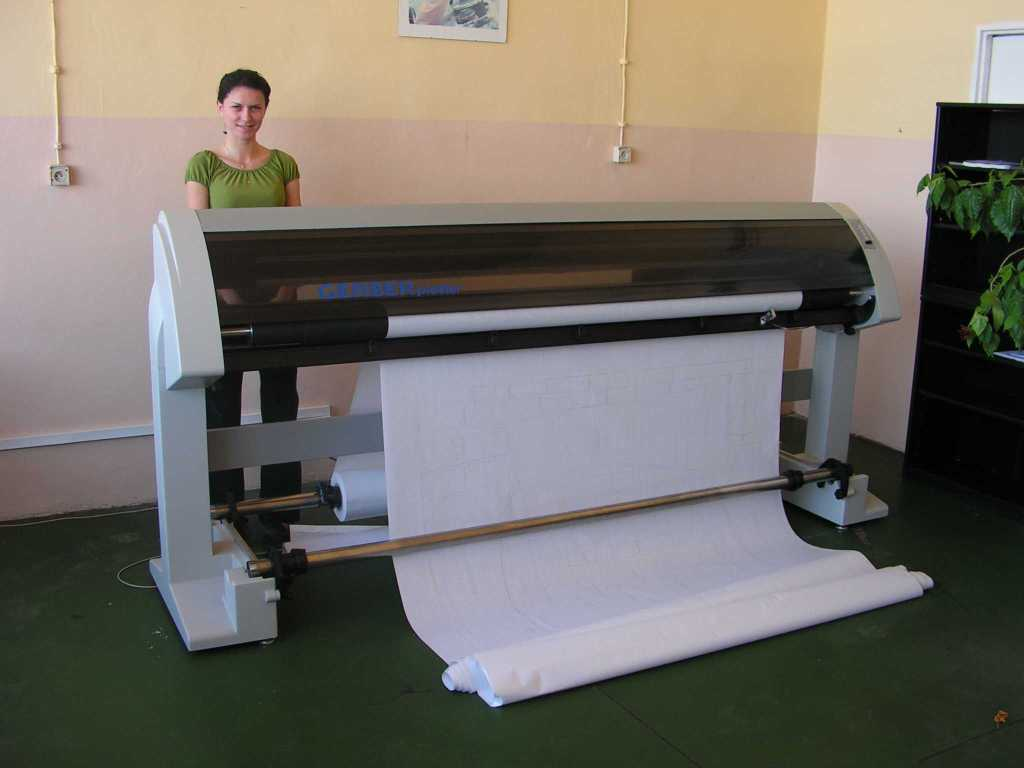
En plotter

En plotter är en slags skrivare som skriver ut vektorgrafik från en dator med hjälp av pennor.
Plottrar skriver ut genom att föra en penna över ett papper, alternativt för den pennan i sidled och papperet i höjdled, för att på så sätt åstadkomma en utskrift. En plotter använder sig av vektorgrafik till skillnad från en vanlig skrivare, som skriver ut punktgrafik till exempel med en bläckstråle eller med en matris av nålar och ett färgband.
En annan skillnad mellan en plotter och en skrivare är att eftersom skrivare från början främst var avsedda att skriva ut text, är dessa ofta enkla att kontrollera. Oftast räcker det med att skicka texten till skrivaren för att få den att generera en utskrift. Så är inte fallet med en plotter. En rad kontrollspråk skrevs till plottrarna för att ha möjlighet att skicka långt mer avancerad information till dem, till exempel "rita en linje mellan koordinat x och koordinat y" och även primitiver för att rita text med valbar riktning, färg och storlek.
Under en period på 80-talet kom det ut små plottrar för hemmabruk, främst avsedda för experiment med datorgrafik. Deras låga hastighet gjorde dock att de inte var lämpliga att använda som vanliga skrivare, och folk behövde ha en vanlig skrivare som komplement till plottern för vanliga utskrifter.
Idag har plottrar i många fall ersatts av bläckstråleskrivare. Ofta säljs storformatsskrivare som plottrar, trots att de egentligen inte är plottrar.
Plotter kallas också ett elektroniskt navigationshjälpmedel, som på en grafisk skärm visar en "plot", dvs. ritar ut ett streck i en farkosts kölvatten. Avancerade modeller kan göra detta direkt på ett elektroniskt sjökort.